# Margaretting
Margaretting is een civil parish in het bestuurlijke gebied Chelmsford, in het Engelse graafschap Essex. In 2001 telde het dorp 825 inwoners.